# Шунеры
Шунеры — село в Шушенском районе Красноярского края России. Расположен на реке Енисей. Административно входит в Каптыревский сельсовет.

## География
Расположен на юге края, на правом берегу Енисея, в 42 километрах от города Саяногорск по трассе Шушенское — Саяногорск (в 12 километрах по прямой). Так же в непосредственной близости располагается село Саянск, основанное на месте первого на территории Красноярского края Саянского острога.
Так же, расположен в 47 километрах от Саяно-Шушенской ГЭС.

### Климат
Климат резко континентальный, местами засушливый, типичный для Минусинской котловины. Средняя температура января от — 16 до — 20,5 °С, июня от 18,2 до 19,6 °С. Зимой бывают морозы до — 52 °С, а летом температура иногда поднимается до 45 °С.

### Природа
Природа Шунер характерная для юга Минусинской котловины. Вокруг сел располагается тайга, с характерными для тайги животным и растительным миром. Иногда в летний (реже в осенне-зимний) на окраины села выходят медведи.
Берег Енисея имеет различную структуру — от пологого берега до скал. Местной достопримечательностью является скала «Бык», расположенная на северо-восточной окраине села. Через село протекает река Шунерчик. Местные жители условно делят село на территорию «за речкой» и «до речки».

## История
Возникло в 1745 году. За время существования село дважды сгорело дотла и вновь восстановилось.
В 1904 году в селе была построена церковь, прислали священника Соловьёва и псаломщика Покровского, который начал обучение детей. В первом классе занималось 15 детей. В 1905 году вместо Покровского псаломщиком прислали Нигрова Якова и одновременно на поселение был направлен политический ссыльный Шкунов Василий Иванович, вот они организовали 2-й класс. Школа помещалась в доме, на месте которого находится магазин «Продукты».
В 1906 году после окончания учительской семинарии приехал Ворошилов Семён Михайлович, а 4 мая 1907 года село сгорело и Ворошилова Семёна Михайловича перевели в д. Саянск. После пожара село отстроилось вновь и школа стала помещаться в доме, где сейчас находится медицинский пункт.
В 1912—1913 году учителем работал Коллегов Алексей Иванович. В это время учились Дорохин Павел Трифонович, который позднее стал участником партизанского движения на юге Красноярского края, Попков Андрей Афиногенович- один из первых комсомольцев села, Жаворонков Андрей Михайлович. В начальной школе работал Преображенский А. П.-кавалер ордена Ленина.
Здание школы построено в 1934 году, сделана пристройка в 60-годы, водяное отопление подведено в 60-годы. В 1939 году открылась семилетняя школа.

Жители принимали участие в Великой Отечественной войне. Не вернулись с фронтов Великой Отечественной войны более 200 человек.
22 апреля 1967 года в школе был открыт историко — краеведческий музей. Учащиеся создали историю школы, села, красные следопыты узнали имена односельчан, погибших за Родину в 1941—1945 году. С большим интересом школьники узнают историю окружающего, знакомятся с интересными людьми, ветеранами войны и труда, вели переписку с участниками войны, воинами Советской Армии — бывшими выпускниками школы.
С 1975—1980 директором школы назначена Саморокова Елена Николаевна.
В период с 1980—1988 год школой руководила Оленина Маргарита Антоновна.
С 1980 года и по май 2007 года школой руководила Саморокова Елена Николаевна.
С 1 июня 2007 года директором школы стала Оленина Елена Михайловна.
В середине 2000-х гг. было введено новое здание школы взамен сгоревшей.

## Население
| 2010 |
| ---- |
| 641  |

Численность населения, проживающего на территории населённого пункта, по данным Всероссийской переписи населения 2010 года составляет 641 человек, из них 302 мужчины (47,1 %) и 339 женщин (52,9 %) Архивная копия от 5 марта 2016 на Wayback Machine. В целом, численность села относительно стабильно за счет небольшого прироста населения и переезжающих жителей окрестных деревень (с. Шарып, с. Саянск). Часто в селе покупают дома жители г. Саяногорска и пгт. Шушенское в качестве летнего жилья.

## Экономика и инфраструктура
До 90-х гг. XX в. в селе работал лесхоз, число занятых доходило до 80 человек. Так же на северо-восточной окраине села располагается недостроенный корпус Кирпичного завода. Кирпичный завод должен был обеспечивать строительными материалами близлежащие населенные пункты.
На данный момент в селе преобладает самозанятость населения в сельском хозяйстве. В основном развито растениеводство (картофель, пшеница) и животноводство (как мясное, так и молочное).
Есть 3 продуктово-хозяйственных магазина. Так же в Шунерах работает отделение Почты России. Школу и хозяйственные постройки обслуживает котельная.
В селе есть уличный водопровод. Во многих домохозяйствах действует летний водопровод.

## Культура
По данным 2019 года У дома культуры упала крыша, потолок в «Танцевальном зале». Здание в аварийном состоянии.